# Bartramia pseudocrispata
Bartramia pseudocrispata är en bladmossart som beskrevs av Jules Cardot och Thériot 1909. Bartramia pseudocrispata ingår i släktet äppelmossor, klassen egentliga bladmossor, divisionen bladmossor och riket växter. Inga underarter finns listade i Catalogue of Life.